# Crambidia scoteola
Crambidia scoteola là một loài bướm đêm thuộc phân họ Arctiinae, họ Erebidae.